# Национально-освободительная армия Ливии
Национально-освободительная армия Ливии (араб. جيش التحرير الوطني الليبي‎ jaysh al-taḥrīr al-waṭanī al-lībī) — ливийская военная организация, связанная с Национальным переходным советом Ливии, которая была создана в процессе Гражданской войны в Ливии военными и гражданскими добровольцами, с целью участия в сражениях против оставшихся членов Вооружённых сил Ливийской Арабской Джамахирии и ополченцев, верных Муаммару Каддафи.

## Оснащение

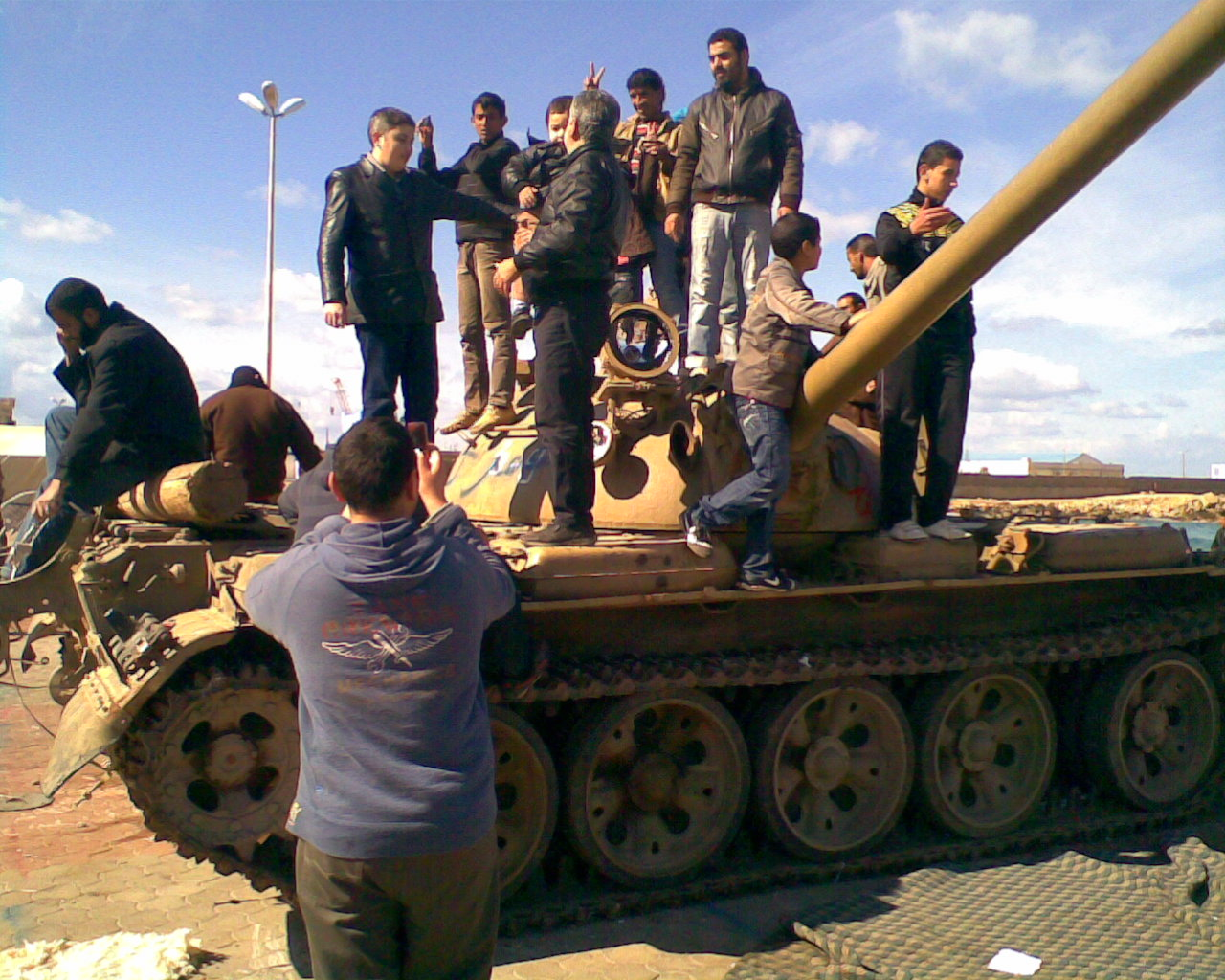
Люди на танке в Бенгази

Вооружение и техника Национальной освободительной армии поступали из брошенных складов Вооружённых сил Ливийской Арабской Джамахирии, особенно в восточной Ливии: Бенгази, Бейде и Адждабии, от Египта, Франции и Катара.

### Камуфляж
Камуфляжная форма предоставлена Катаром. Повстанцы, как было замечено в Адждабии, носили 	военную форму для полевых учений и хозяйственных работ.